# Réserve naturelle du Cavally
La réserve naturelle du Cavally, créée par décret le 13 septembre 2023, est une réserve naturelle située dans la région du Cavally, dans le département de Taï, à l'ouest de la Côte d'Ivoire. Elle s'étend sur 67 593 hectares. C'est une ancienne forêt classée érigée en réserve naturelle en 2023.

## Histoire
Située à l'ouest de la Côte d'Ivoire, la réserve naturelle du Cavally s'étend sur une superficie totale de 67 593 hectares. Elle se localise dans la région du Cavaly précisément dans le département de Tai entre les sous-préfectures de Zagné et Taï. La ville de Taï est à 8 km au sud-est de la réserve, tandis que celle de Zagné est à 14 km au nord-est.
Autrefois une forêt classée, cette réserve naturelle occupe une position centrale au sein du complexe forestier de Taï-Sapo, le plus grand bloc forestier subsistant en Afrique de l'Ouest, réputé pour abriter des espèces sauvages endémiques. Mais, au fil des années, la forêt classée du Cavally est victime de graves menaces de la déforestation, du braconnage, l'orpaillage clandestin et des activités d'exploitation forestière incessantes,.
En 2019, l'État ivoirien adopte une stratégie nationale globale pour la préservation, la réhabilitation et l'extension des forêts, visant à restaurer au moins 20 % du couvert forestier du pays. Cette stratégie prévoit le classement de plusieurs aires protégées, dont la réserve naturelle du Cavally. Malgré ces mesures, la forêt classée du Cavally connaît une perte inquiétante de 33 % de son couvert forestier.
Le 23 septembre 2023, un décret est adopté en conseil des ministres, le décret n° 2023-731, qui érige la forêt classée du Cavally en réserve naturelle avec la dénomination réserve naturelle du Cavally.
Par la suite, la réserve est placée sous la tutelle l'Office ivoirien des parcs et réserves (OIPR) qui y interdit toute activité d'exploitation forestière.

## Faune de la réserve
La réserve naturelle du Cavally a une faune diversifiée. On y trouve l’éléphant des forêts, l’hippopotame pygmée des forêts ainsi que les communautés de grands primates dont les zones d’habitat se restreignent,. Les primates qui y vivent sont plusieurs milliers de chimpanzés d’Afrique de l’Ouest, des Pan troglodytes Verus, dont l’espèce est en voie d’extinction,.

## Projet de restauration et de conservation de la réserve
Earthworm Foundation signe un partenariat avec Nestlé, le ministère ivoirien des l'eaux et forêts et la Société de développement des forêts (Sodefor) en juillet 2020 pour aider à protéger et restaurer la réserve naturelle du Cavally et renforcer la résilience des communautés locales à travers un projet financé par Nestlé sur trois ans. La première phase s'est concentrée sur la restauration de la forêt, la productivité du cacao et la diversification des revenus, ainsi que sur la recherche de l'utilisation et du changement d'utilisation des terres à l'aide de la surveillance par satellite Starling.
Le Wild Chimpanzee Foundation travaille en collaboration avec les autorités ivoirienne sur la création et des projets de préservation de la réserve naturelle du Cavally.